# Brahmina primaeveris
Brahmina primaeveris är en skalbaggsart som beskrevs av Semenov-tian-shanskii och Medvedev 1936. Brahmina primaeveris ingår i släktet Brahmina och familjen Melolonthidae. Inga underarter finns listade.